# The White Circle
The White Circle er en amerikansk stumfilm fra 1920 af Maurice Tourneur.

## Medvirkende
- Spottiswoode Aitken som Bernard Huddlestone
- Janice Wilson som Clara Huddlestone
- Harry Northrup som Northmour
- John Gilbert som Frank Cassilis
- Wesley Barry som Ferd
- Jack McDonald som Gregorio